# Aquila (dron)
Aquila  es una aeronave no tripulada fabricada por Facebook para llevar Internet a cualquier parte del mundo que está diseñada para funcionar con energía solar y está pensada para volar por largos periodos de tiempo, por ejemplo, con Aquila o este tipo de aeronaves se puede volar durante meses de manera continua.
La aeronave recoge del sol durante el día la cantidad de energía que es suficiente para mover los motores así como para el resto de sistemas tanto de día como de noche un uso de unos 5.000 vatios, el equivalente aproximado a tres secadores de pelo.
El proyecto forma parte de la iniciativa Internet.org, con la que Facebook quiere facilitar acceso a la web en los países en desarrollo, y desde que se lanzó internet.org la misión de Facebook ha sido el encontrar formas para facilitar la conectividad a más de 4.000 millones de personas que todavía no están en línea

## Características
- Rendimiento hiper eficiente
- Puede volar hasta 3 meses seguidos
- Alcanza alturas de 60.000 pies
- Usa energía solar